# Microcirculatie

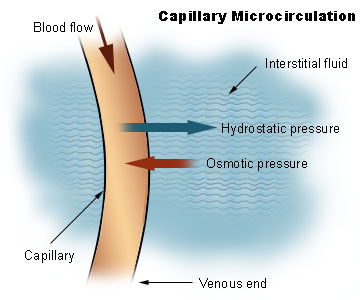
microcirculatie

Microcirculatie is de bloedsomloop door de kleinste vaten in het lichaam: arteriolen (de kleinste slagaders), capillairen (de haarvaten) en venulen (de kleinste aders). Slagaders/arteriën met zuurstofrijk bloed vertakken zich in arteriolen. Die brengen het zuurstofrijke bloed naar de capillairen en het zuurstofarme bloed stroomt via venulen naar de aders/venen en terug naar het hart.